# 法昆多·加爾塞斯
法昆多·加爾塞斯（西班牙語：Facundo Garcés，1999年9月5日—），阿根廷男子足球運動員，現時效力西甲球隊艾拉維斯。

## 國際賽生涯
加爾塞斯出生於阿根廷，擁有馬來西亞血統，因此他有資格代表阿根廷和馬來西亞。
2025年6月2日，馬來西亞足總宣佈加爾塞斯為馬來西亞新國腳，代表馬來西亞出戰2027年亞足聯亞洲盃外圍賽。

## 榮譽
高隆
- 阿根廷職業聯賽盃冠軍：2021

## 外部連結
- Soccerway資料庫：法昆多·加爾塞斯